# Acacia brachypoda
Acacia brachypoda — вид квіткових рослин з родини бобових. Ареал: Австралія (Західна Австралія).

## Екологія
Цей кущ є ендемічним для невеликої території між Беверлі, Бруктоном і Йорком у регіоні Вітбелт у Західній Австралії, де він зустрічається у вологих низинних районах, таких як болота, де росте на піщано-глинистих або суглинних ґрунтах.

## Морфологічний опис
Злегка ароматичний щільний округлий кущ, який зазвичай виростає до висоти від 1 до 3 метрів і завширшки від 1 до 4 метрів. Зелені голі філодії випростані на стеблі, прямі або злегка зігнуті, 2.5 см × 1 мм. Вони виглядають круглими в поперечному перерізі та мають чотири видимі жилки або сплощені з одною жилкою. Цвіте з травня по липень, утворюючи жовті квітки. Квіткові головки мають кулясту форму на стеблах 2–3 мм завдовжки. Після цвітіння утворюються голі вигнуті або згорнуті насіннєві плоди від 7 до 8 мм ушир. Насіння всередині має довжину близько 4 мм.